# Freestyle vid olympiska vinterspelen 2018
Freestyle vid olympiska vinterspelen 2018 arrangerades i Bokwang Phoenix Park i Pyeongchang i Sydkorea. Totalt avgjordes 10 grenar.

## Medaljsammanfattning
Damer
| Gren                   | Guld                      | Guld                      | Silver                         | Silver                         | Brons                       | Brons                       |
| ---------------------- | ------------------------- | ------------------------- | ------------------------------ | ------------------------------ | --------------------------- | --------------------------- |
| Halfpipe Detaljer...   | Cassie Sharpe Kanada      | Cassie Sharpe Kanada      | Marie Martinod Frankrike       | Marie Martinod Frankrike       | Brita Sigourney USA         | Brita Sigourney USA         |
| Hopp Detaljer...       | Hanna Huskova Belarus     | Hanna Huskova Belarus     | Zhang Xin Kina                 | Zhang Xin Kina                 | Kong Fanyu Kina             | Kong Fanyu Kina             |
| Puckelpist Detaljer... | Perrine Laffont Frankrike | Perrine Laffont Frankrike | Justine Dufour-Lapointe Kanada | Justine Dufour-Lapointe Kanada | Julija Galysjeva Kazakstan  | Julija Galysjeva Kazakstan  |
| Skicross Detaljer...   | Kelsey Serwa Kanada       | Kelsey Serwa Kanada       | Brittany Phelan Kanada         | Brittany Phelan Kanada         | Fanny Smith Schweiz         | Fanny Smith Schweiz         |
| Slopestyle Detaljer... | Sarah Höfflin Schweiz     | Sarah Höfflin Schweiz     | Mathilde Gremaud Schweiz       | Mathilde Gremaud Schweiz       | Isabel Atkin Storbritannien | Isabel Atkin Storbritannien |

Herrar
| Gren                   | Guld                        | Guld                        | Silver                     | Silver                     | Brons                                           | Brons                                           |
| ---------------------- | --------------------------- | --------------------------- | -------------------------- | -------------------------- | ----------------------------------------------- | ----------------------------------------------- |
| Halfpipe Detaljer...   | David Wise USA              | David Wise USA              | Alex Ferreira USA          | Alex Ferreira USA          | Nico Porteous Nya Zeeland                       | Nico Porteous Nya Zeeland                       |
| Hopp Detaljer...       | Oleksandr Abramenko Ukraina | Oleksandr Abramenko Ukraina | Jia Zongyang Kina          | Jia Zongyang Kina          | Ilja Burov Olympiska idrottare från Ryssland    | Ilja Burov Olympiska idrottare från Ryssland    |
| Puckelpist Detaljer... | Mikaël Kingsbury Kanada     | Mikaël Kingsbury Kanada     | Matt Graham Australien     | Matt Graham Australien     | Daichi Hara Japan                               | Daichi Hara Japan                               |
| Skicross Detaljer...   | Brady Leman Kanada          | Brady Leman Kanada          | Marc Bischofberger Schweiz | Marc Bischofberger Schweiz | Sergej Ridzik Olympiska idrottare från Ryssland | Sergej Ridzik Olympiska idrottare från Ryssland |
| Slopestyle Detaljer... | Øystein Bråten Norge        | Øystein Bråten Norge        | Nick Goepper USA           | Nick Goepper USA           | Alex Beaulieu-Marchand Kanada                   | Alex Beaulieu-Marchand Kanada                   |

## Medaljtabell
| Pl. | Nation                            | Guld | Silver | Brons | Totalt |
| --- | --------------------------------- | ---- | ------ | ----- | ------ |
| 1   | Kanada                            | 4    | 2      | 1     | 7      |
| 2   | Schweiz                           | 1    | 2      | 1     | 4      |
| 2   | USA                               | 1    | 2      | 1     | 4      |
| 4   | Frankrike                         | 1    | 1      | 0     | 2      |
| 5   | Norge                             | 1    | 0      | 0     | 1      |
| 5   | Ukraina                           | 1    | 0      | 0     | 1      |
| 5   | Belarus                           | 1    | 0      | 0     | 1      |
| 8   | Kina                              | 0    | 2      | 1     | 3      |
| 9   | Australien                        | 0    | 1      | 0     | 1      |
| 10  | Olympiska idrottare från Ryssland | 0    | 0      | 2     | 2      |
| 12  | Japan                             | 0    | 0      | 1     | 1      |
| 12  | Kazakstan                         | 0    | 0      | 1     | 1      |
| 12  | Nya Zeeland                       | 0    | 0      | 1     | 1      |
| 12  | Storbritannien                    | 0    | 0      | 1     | 1      |
|     | Totalt                            | 10   | 10     | 10    | 30     |

### Fotnoter
1. ↑  ”Freestyle” (på engelska). Pyeongchang 2018 Sport. Arkiverad från originalet den 18 maj 2017. https://web.archive.org/web/20170518083737/https://www.pyeongchang2018.com/en/olympicstory/sports/snow/freestyle-skiing/view. Läst 1 maj 2017.
2. ↑  Freesyle Skiing - Ladies' Ski Halfpipe. pyeongchang2018.com. Läst 20 februari 2018.
3. ↑  Freesyle Skiing - Ladies' Aerials. pyeongchang2018.com. Läst 16 februari 2018.
4. ↑  ”Freestyle Skiing - Ladies' Moguls” (på engelska). Pyeongchang 2018. https://www.pyeongchang2018.com/en/game-time/results/OWG2018/resOWG2018/pdf/OWG2018/FRS/OWG2018_FRS_C73M_FRSWMO----------------FNL-000300--.pdf. Läst 11 februari 2018.
5. ↑  Freesyle Skiing - Ladies' Ski Cross. pyeongchang2018.com. Läst 23 februari 2018.
6. ↑  Freesyle Skiing - Ladies' Slopestyle. pyeongchang2018.com. Läst 17 februari 2018.
7. ↑  Freesyle Skiing - Men's Ski Halfpipe. pyeongchang2018.com. Läst 22 februari 2018.
8. ↑  Freesyle Skiing - Men's Aerials. pyeongchang2018.com. Läst 18 februari 2018.
9. ↑  Freestyle Skiing - Men's Moguls - Finals. pyeongchang2018.com. Läst 12 februari 2018.
10. ↑  Freesyle Skiing - Men's Ski Cross. pyeongchang2018.com. Läst 21 februari 2018.
11. ↑  Freestyle Skiing - Men's Ski Slopestyle. pyeongchang2018.com. Läst 18 februari 2018.